# Benigno Aquino III
Benigno Simeón Aquino y Cojuangco (Manila, 8 de febrero de 1960-Ciudad Quezon, 24 de junio de 2021), más conocido como Benigno Aquino III o Noynoy Aquino y profesionalmente como P-Noy, fue un economista y político filipino. Fue el 15°. presidente de Filipinas desde el 30 de junio de 2010 hasta el 30 de junio de 2016.

## Nacimiento, infancia y juventud
Benigno Simeón Cojuangco Aquino nació el 8 de febrero de 1960 en Manila, hijo de Benigno Aquino, Jr., líder histórico de la oposición democrática contra la dictadura de Ferdinand Marcos, y de Corazón Aquino (de soltera Corazón Cojuangco), quien llegaría a ser Presidenta de Filipinas con el retorno de la democracia tras la caída del régimen de Marcos.
Tanto su familia paterna, los Aquino, como su familia materna, los Cojuangco, son poderosas dinastías de políticos y terratenientes reconocidas entre las familias más ricas del país. Varios de sus ancestros fueron personajes relevantes en la historia de la nación. Cuando Benigno III nació, su padre era vicegobernador de la Provincia de Tarlac; él fue el tercero de cinco hermanos, siendo el único varón.
Cojuangco Aquino estudió en la Universidad de La Salle en Manila, sin embargo no concluyó sus estudios en esta misma, después de un tiempo Aquino estudio en la Universidad Ateneo de Manila graduándose en 1981 con un título de Bachelor of Arts en Economía. Después de graduarse se marchó del país para reunirse con su familia que estaba en el exilio en Massachusetts, Estados Unidos.
En 1983 su padre fue asesinado al volver al país para seguir luchando contra la dictadura de Marcos, crimen que fue atribuido a paramilitares al servicio del dictador. Su madre, Corazón Aquino, continuó la lucha como candidata presidencial de la oposición y derrotó a Marcos en las Elecciones presidenciales de Filipinas de 1986. El dictador intentó perpetrar un fraude electoral, pero el pueblo se levantó en las calles y con el apoyo de los militares disidentes lo expulsó del poder. Corazón Aquino asumió el poder como líder de la denominada Revolución del Poder del Pueblo.

## Hijo de presidente
Mientras tanto Cojuangco Aquino hacía carrera en el mundo empresarial. Entre 1985 y 1986 trabajó como supervisor de ventas al por menor y asistente de promociones para la juventud de Nike para Filipinas, y luego como asistente para la promoción y publicidad de Filipinas Mondragón. En 1986 fue designado vicepresidente de una empresa propiedad de su familia llamada Intra-Strata Assurance Corp. Antes de estos empleos, poco después de la muerte de su padre, había tenido una breve participación en una iniciativa de la sociedad civil organizada llamada Negocios Filipinos para el Progreso Social.
El 28 de agosto de 1987, durante un intento de golpe de Estado contra el gobierno de su madre Corazón Aquino, Benigno fue herido gravemente por militares golpistas encabezados por Gregorio Honasan. Cayó bajo el fuego a poca distancia del Palacio de Malacañán (residencia oficial del Presidente de Filipinas). Tres de sus escoltas murieron y un cuarto fue herido cuando lo protegía. Benigno recibió cinco disparos, y una de esas balas todavía permanecía incrustada en su cuello años después.
En 1993 comenzó a trabajar en la Central Azucarera de Tarlac, propiedad de su familia materna, los Cojuangco.

## Carrera política
Cojuangco Aquino decidió seguir la carrera política de sus padres. Fue elegido congresista de la Cámara de Representantes de Filipinas por el Segundo Distrito congresional de Tarlac (un feudo de su familia) por tres períodos consecutivos entre 1998 y 2007. Entre 2004 y 2006 fue vicepresidente de la cámara. En 2007 fue elegido miembro del Senado de Filipinas, cargo que ocupó hasta ser elegido Presidente. Como parlamentario, Aquino fue uno de los dirigentes de la oposición al gobierno de la presidenta Gloria Macapagal Arroyo. 
Desde 2009 un movimiento popular impulsaba la candidatura de Benigno a la presidencia de la república. Finalmente anunció su candidatura el 9 de septiembre de ese año, 40 días después de la muerte de su madre, considerada por muchos como la "madre de la democracia".
El 10 de mayo de 2010 se celebraron las elecciones presidenciales y el escrutinio oficial le concedió una clara victoria sobre sus rivales, por lo que Aquino fue proclamado Presidente. Cojuangco Aquino fue candidato por el Partido Liberal de Filipinas (un partido que tiene sectores ideológicamente identificados con el centro y otros identificados con la centroizquierda).
De acuerdo a la Constitución de Filipinas, el Congreso debe llevar a cabo la revisión y certificación del escrutinio oficial definitivo de los votos en los comicios presidenciales y vicepresidenciales, y proclamar a los ganadores. Para ello se designa una comisión especial que luego de terminar su trabajo lo eleva a la plenaria parlamentaria. La comisión terminó su trabajo el 8 de junio de 2010 y al día siguiente el Congreso proclamó finalmente a Cojuancgo Aquino presidente electo de la nación. De acuerdo a los resultados oficiales definitivos, Aquino obtuvo 15.208.678 sufragios populares equivalentes al 42,08 % del total de los votos emitidos; el principal rival de Aquino, el expresidente Joseph Estrada obtuvo 9 487 837 votos que equivalen al 26,25% de los sufragios; en tercer lugar quedó Manny Villar con 5 573 835 sufragios equivalentes al 15,42 % del total; en cuarto lugar se situó Gilbert Teodoro con 4 095 839 votos que equivalen al 11,33 % de los sufragios; y en quinto lugar, Eddie Villanueva con 1 125 878 sufragios equivalentes al 3,12 %. Los 647 035 sufragios restantes, equivalentes al 1,79 %, se repartieron entre otros cuatro candidatos.
El 30 de junio de 2010 Aquino tomó posesión del cargo de presidente prometiendo poner fin al sufrimiento que según él padeció el pueblo filipino durante el mandato de su predecesora Macapagal-Arroyo.

## Acuerdo de paz con la guerrilla islámica
El 15 de octubre de 2012 Cojuangco Aquino presidió la ceremonia en el Palacio de Malacañán en que su gobierno firmó un histórico acuerdo de paz con el grupo rebelde separatista islámico Frente Moro de Liberación Islámica para intentar poner fin al conflicto armado de más de cuarenta años entre el Estado filipino y la insurgencia islámica; el acuerdo contempla la creación de una nueva entidad territorial autónoma para reemplazar al actual Mindanao Musulmán en el sur del país. De llevarse a cabo con éxito el acuerdo, sería un importante legado de la administración de Aquino para la historia de Filipinas.

## Últimos años y muerte
En los últimos años empezó a sufrir de problemas cardíacos severos que le aquejaban mucho por el cual necesitó de múltiples operaciones de corazón abierto, y el 24 de junio del 2021, tomando en cuenta la hora local filipina, sus familiares comunicaron su fallecimiento, debido a un fallo cardíaco que derivó en un infarto fulminante.